# LGBT práva v San Marinu
Lesby, gayové, bisexuálové a translidé (LGBT) se v San Marinu mohou setkat s právními komplikacemi neznámými pro zbytek populace. Mužský i ženský homosexuální styk je v San Marinu legální, ale domácnostem tvořeným homosexuálními páry se nedostává stejné právní ochrany, jakou mají heterosexuálové.
Diskriminace jiných sexuálních orientací a genderových identit je v San Marinu zakázaná. V prosince 2017 přijal sanmarinský parlament zákon o rozpočtu legalizující v San Marinu stejnopohlavní manželství uzavřené mezi cizinci. Dále v listopadu 2018 přijala Velká generální rada návrh zákona o registrovaném partnerství pro homosexuální a heterosexuální páry, který jim garantuje některá práva a povinnosti vyplývající z manželství.

## Zákony týkající se stejnopohlavní sexuální aktivity
23. září 2004 byl přijetím zákona č. 121 zrušen článek 274 trestního zákona, který trestal pohlavní styk mezi jedinci téhož pohlaví odnětím svobody v délce trvání 3 měsíců, až jednoho roku, vyvolal-li by v rozporu se sanmarinskými tradicemi veřejné pohoršení.
Úplný zákaz homosexuálních praktik zrušilo San Marino v roce 1864. V roce 1974 přijal sanmarinský parlament nový trestní zákoník s účinností od roku 1975 obsahující výše zmíněný článek 274. Nejsou známy žádné případy jeho aplikování. Jednalo se o jediné ustanovení o homosexualitě v sanmarinském trestním řádu.
Legální věk způsobilosti k pohlavnímu styku byl po italském vzoru sjednocený na 14 let. Na rozdíl od Itálie je v San Marinu trestné mít s osobu mladší 18 let pohlavní styk za peníze.

## Stejnopohlavní soužití

### Registrované partnerství
15. listopadu přijala Generální výkonná rada návrh zákona o registrovaném partnerství. Zákon, který nabyl účinnosti 5. prosince 2018, umožňuje homosexuálním i heterosexuálním párům úředně stvrdit svůj svazek, a mít určitá práva a povinnosti, včetně práva na získání trvalého pobytu, občanství, sociální zabezpečení, zdravotnickou péči, dědictví a možnost přiosvojení dítěte druhého z partnerů.

### Stejnopohlavní manželství
V prosinci 2017 přijal sanmarinský parlament návrh novely rozpočtového zákona umožňujícího zahraničním homosexuálním párům uzavírat v San Marinu manželství, včetně svatebního obřadu, s cílem podpořit cestovní ruch. Sanmarinským homosexuálním párům není uzavření sňatku stále umožněno. Momentálně se v sanmarinské vládě vedou diskuze o legalizaci stejnopohlavních sňatků.

## Ochrana před diskriminací a zločiny z nenávisti
28. dubna 2008 přijal sanmarinský parlament novely trestního zákoníku kriminalizující diskriminaci, zločiny z nenávisti a projevy nenávisti na základě jiné sexuální orientace. Zákon nabyl účinnosti 3. května 2008.
Podle zprávy Ministerstva zahraničí USA o lidských právech z roku 2015 zakazují sanmarinské zákony diskriminaci na základě rasy, pohlaví, náboženského vyznání, politického přesvědčení, národnosti, občanství, sociálního původu, zdravotního stavu, sexuální orientace, genderové identity, věku, jazyku, HIV pozitivního statusu a handicapů v komunikaci. Sanmarinská vláda je aktivně vymáhá.
V listopadu 2018 během finální diskuze k zákonu o registrovaném partnerství navrhoval poslanec Davide Forcellini (Hnutí RETE) přímé začlenění termínu sexuální orientace mezi diskriminační důvody v článku 4 sanmarinské ústavy, který říká: "Všichni jsme si před zákonem rovni, bez ohledu na pohlaví, osobní stav, ekonomické a politické postavení, politické a náboženské přesvědčení." Návrh novely sanmarinské ústavy bude brzy projednáván parlamentu a momentálně má podporu politických stran DM-SMT, Socialistů a demokratů a Socialistické strany, jakož i několika nezařazených poslanců.

## Dárcovství krve
Gayové a bisexuálové smějí v San Marinu darovat krev.

## Souhrnný přehled
| Legální stejnopohlavní styk                                          | Yes                                       |
| Stejný věk legální způsobilosti k pohlavnímu styku pro obě orientace | Yes                                       |
| Anti-diskriminační zákony pro jiné sexuální orientace                | No                                        |
| Anti-diskriminační zákony pro genderovou identitu                    | No                                        |
| Trestní zákoník u zločinů z nenávisti zohledňuje sexuální orientaci  | No                                        |
| Trestní zákoník u zločinů z nenávisti zohledňuje genderovou identitu | No                                        |
| Stejnopohlavní soužití (registrované partnerství)                    | (zohlednění pouze v imigračních zákonech) |
| Adopce dítěte partnera                                               | No                                        |
| Společná adopce dětí stejnopohlavními páry                           | No                                        |
| Přístup k umělému oplodnění pro lesbické ženy                        | No                                        |
| Stejnopohlavní manželství                                            | No                                        |
| MSM smějí darovat krev                                               | Yes                                       |